# Бойм, Зеэв
Зеэв Бойм (30 апреля 1943, Иерусалим, Палестина
 — 18 марта 2011, Нью-Йорк) — израильский политик. Депутат Кнессета 14 по 18 созыв. Занимал различные министерские посты. Являлся мэром города Кирьят-Гат.

## Биография
Родился 30 апреля 1943 в Иерусалиме.

### Образование и служба
Служил в Армии Обороны Израиля в бригаде Нахаль. Являлся командиром танковой роты.
Уволился в запас по окончании военной службы в звании майора.

### Профессиональная и политическая деятельность
Являлся директором средней школы в городе Кирьят-Гат.
В 1986—1996 являлся мэром города Кирьят-Гат.
В 1996 году был избран в Кнессет 14 созыва от партии «Ликуд».
Депутатский мандат кнессета 15 созыва получил в результате избрания Моше Кацава Президентом Израиля, как следующий по партийному списку кандидат.
5 марта 2003 становится заместителем министра обороны Израиля в правительстве Ариэля Шарона.
С созданием партии «Кадима» в ноябре 2005 покидает ряды «Ликуда» и переходит в новую партию.
18 января 2006 назначен на должности министра строительства и министра сельского хозяйства.
4 мая 2006 назначен на должность министра репатриации и абсорбции, будучи избранным в Кнессет 17 созыва от партии «Кадима» (15 место в списке).
4 июля 2007 назначен на должность министра строительства.
Избран в Кнессет 18 созыва (6 место предвыборного списка партии «Кадима»), в оппозиции.

### Семья
Был женат, имел 3 детей.